# Физичко лице
Физичко лице је индивидуално, самостално људско биће.
У правној науци, физичко лице је самосвесно људско биће подложно физичким законима, за разлику од патворног, правног лица. Дакле, људи постају физички субјекти самим својим рођењем и такви остају до своје смрти.
Физичка лица поседују:
• правну способност - способност да се буде носилац права и обавеза.
• пословну способност - способност да се својим изјавама воље преузимају обавезе и реализују права.
• политичку способност - способност да се бира и буде биран.
• деликтну способност - способност за извршење деликта и одговорности за те радње.
- Физичка лица правну способност стичу моментом рођења, мада је могу стећи и раније (принцип насцитуруса - "дете које је зачето, али још није рођено, може се сматрати носиоцем права ако се роди живо").
- Правна способност губи се моментом смрти.
- Монашка смрт - ситуација у којој физичко лице губи правну способност ступањем у монашке редове.

## Атрибути физичких лица
Основни атрибути физичких лица су:
- Лично име физичког лица је ознака помоћу које се једно лице разликује од другог. Оно се састоји од имена и презимена. Лично име је право грађанина, али и дужност јер је свако дужан да се служи својим личним именом. Грађанину је по закону дато право да може да промени своје лично име. Евиденција статусних података за физичка лица води се у матичним књигама.
- Пребивалиште и боравиште — свако физичко лице мора да буде везано за једно место где је стално настањено.
- Држављанство — представља припадност одређеној државној заједници.